# Die heilige Flamme (1931)
Die heilige Flamme ist ein deutschsprachiger US-Spielfilm aus dem Jahre 1930 von Berthold Viertel und (ungenannt) Wilhelm Dieterle. Die Hauptrollen spielen Gustav Fröhlich und Dita Parlo. Die Geschichte basiert auf dem Bühnenstück The Sacred Flame von Somerset Maugham.

## Handlung
Der junge Offizier Robert Taylor und seine Braut Stella stehen vor dem Traualtar und schließen den Bund fürs Leben. Roberts Regimentskameraden haben ihm zu diesem Anlass ein überaus wertvolles Geschenk gemacht: ein eigenes Flugzeug! Mit ihm soll das Brautpaar in die Flitterwochen entschwinden. Um sich an die Maschine zu gewöhnen, startet Robert zunächst erst mal allein in der Maschine, um ein paar Runden zu drehen. Doch er verliert die Kontrolle über den Flieger und schmiert ab. Die Hochzeitsgäste Dr. Harvester und Major Liconda können ihn schwer verletzt aus den Trümmern bergen. Zwar hat Robert den Absturz überlebt, doch er wird den Rest seines Lebens gelähmt im Rollstuhl verbringen. Seine Mutter sagt ihm dies jedoch nicht, denn sie will ihren Sohn nicht in ein noch tieferes seelisches Loch stürzen als in das, in dem er sich eh schon befindet. Sein Glaube an eine gemeinsame Zukunft mit Stella, wohlgemerkt laufend auf zwei Beinen, ist nämlich das Einzige, was den am Boden zerstörten Robert noch seelisch am Leben hält.
Drei Jahre sind vergangen. Stella ist an Roberts Seite geblieben, obwohl sich sein Gesundheitszustand nicht gebessert hat. Doch ihre Treue zu ihm hat Roberts Lebensmut bewahrt. In dieser Zeit war die Krankenschwester Weyland sein größter Halt, denn nur vor ihr durfte er seinen wahren Gemütszustand und all die ständig präsenten Schmerzen offen zeigen. Eines Tages lernt Stella Roberts Bruder Walter kennen, der aus den USA heimgekehrt ist. Walter ist im Vergleich zum maladen Robert das blühende Leben: Jung, gesund und immer fröhlich. Für Stella ist Walters Anwesenheit Herausforderung und Labsal zugleich, seine frohe Art bringt ihr die Jugend zurück, und beide verlieben sich ineinander. Dennoch achten sie darauf, dass ihr Frohsinn und ihr Glück nicht in Anwesenheit Roberts ausgelebt wird. Der Mutter und der Krankenschwester aber fällt es auf, dass sich zwischen Bruder und Schwägerin mehr als nur Freundschaft entspinnt. Ein angeblicher Opernbesuch des heimlichen Liebespaars erweist sich bei Nachfrage als eine Lüge. Die Mutter entscheidet für sich, dass sie wohl oder übel Robert informieren und bitten muss, Stella für Walter freizugeben.
Doch ehe es dazu kommen kann, ist Robert am Folgetag tot. Sofort fällt der Verdacht, diesbezüglich ein wenig nachgeholfen zu haben, auf den Nutznießer Walter – einen Verdacht, den Schwester Weyland mit einer knappen Aussage auch noch nährt. Grund zu dieser Annahme hat sie, weil mehrere Schmerzpillen Roberts fehlen, sodass man ihm womöglich eine Überdosis eingeflößt haben könnte. Doch in Wahrheit hat nicht er, der Konkurrent um die Liebe Stellas, einen Brudermord begangen, sondern vielmehr erweist sich die alte Mrs. Taylor als Schuldige. In einem letzten Akt bedingungsloser Mutterliebe hatte sie Robert die Überdosis verabreicht, um ihm das neue Leid zu ersparen, das eine Trennung von Stella für Robert bedeutet hätte. Walter und Stella können jetzt in eine gemeinsame Zukunft starten.

## Produktionsnotizen
Die heilige Flamme, ein Remake des 1929 entstandenen US-Films The Sacred Flame von Archie L. Mayo, entstand im Dezember 1930 in den Warner Studios in Culver City und wurde am 13. April 1931 in Berlins Marmorhaus uraufgeführt.

## Kritik
Die Österreichische Film-Zeitung schrieb, es handele sich hier um: „einen an dramatischen und spannenden Momenten reichen Film.“